# Stretto di Formosa
Lo stretto di Formosa (o stretto di Taiwan) è un braccio di mare dell'Oceano Pacifico.

## Geografia
Lo stretto fa parte del Mar Cinese Meridionale e mette in comunicazione quest'ultimo con il mar Cinese orientale a nord. A est è delimitato dall'isola di Formosa e a ovest dalla costa della provincia cinese di Fujian. Ha un'ampiezza massima di circa 180 km e un'estensione da nord a sud di circa 350 km. È un mare poco profondo con una profondità media di 70 metri. 
Lungo la costa cinese affiorano numerose isole. Le principali sono, a nord, l'arcipelago di Matsu e Pingtan Dao e, a sud, le isole dell'arcipelago Kinmen. Nell'area meridionale affiorano le isole Penghu (dette anche Pescadores), che sono separate dall'isola di Formosa dallo stretto di P'enghu Shuitao. I fiumi principali che vi sfociano dalla costa cinese sono il fiume Min a nord ed il fiume Jiulong a sud. Sullo stretto si affacciano numerose città. Le principali sulla costa della Cina continentale sono Fuzhou, Quanzhou e Xiamen posta sull'isola di Amoy. Sulla costa di Taiwan sono situate le città di Hsinchu e Tainan.

## Storia
Il nome dello stretto deriva dal nome che i portoghesi diedero all'isola di Formosa. 
A seguito della nascita di Taiwan nelle acque dello stretto si sono confrontate in episodi bellici le forze aereo-navali della Cina continentale e di Taiwan nel 1953-54 e nel 1958.